# 霍恩莱姆巴赫
霍恩莱姆巴赫是德国莱茵兰-普法尔茨州的一个市镇。总面积10.17平方公里，总人口369人，其中男性169人，女性200人（2011年12月31日），人口密度36人/平方公里。